# Easton (Texas)
Easton es una ciudad ubicada en el condado de Gregg en el estado estadounidense de Texas. En el Censo de 2010 tenía una población de 510 habitantes y una densidad poblacional de 80,54 personas por km².

## Geografía
Easton se encuentra ubicada en las coordenadas 32°22′55″N 94°35′29″O / 32.38194, -94.59139. Según la Oficina del Censo de los Estados Unidos, Easton tiene una superficie total de 6.33 km², de la cual 6.33 km² corresponden a tierra firme y (0%) 0 km² es agua.

## Demografía
Según el censo de 2010, había 510 personas residiendo en Easton. La densidad de población era de 80,54 hab./km². De los 510 habitantes, Easton estaba compuesto por el 18.63% blancos, el 60.59% eran afroamericanos, el 0.59% eran amerindios, el 1.37% eran asiáticos, el 0% eran isleños del Pacífico, el 17.65% eran de otras razas y el 1.18% pertenecían a dos o más razas. Del total de la población el 27.06% eran hispanos o latinos de cualquier raza.